# Херн (Тексас)
Херн (енгл. Hearne) град је у америчкој савезној држави Тексас. По попису становништва из 2010. у њему је живело 4.459 становника.

## Демографија
Према попису становништва из 2010. у граду је живело 4.459 становника, што је 231 (4,9%) становника мање него 2000. године.
| Група             | 2000.         | 2010.         |
| Белци             | 1.263 (26,9%) | 915 (20,5%)   |
| Афроамериканци    | 2.083 (44,4%) | 1.968 (44,1%) |
| Азијати           | 8 (0,2%)      | 10 (0,2%)     |
| Хиспаноамериканци | 1.318 (28,1%) | 1.577 (35,4%) |
| Укупно            | 4.690         | 4.459         |